# Élie Bourgois
Élie Louis Bourgois (* 5. Januar 1881 in Roubaix; † 2. Juni 1946 in Croix) war ein französischer Turner.

## Leben
Élie Bourgois turnte für den Verein Société de Gymnastique La Patriote aus Croix. Bei den Olympischen Sommerspielen 1900 in Paris belegte er in dem als „Championnat International de Gymnastique“ bezeichneten Einzelmehrkampf den 43. Platz.